# گمینا یژوو
گمینا یژوو (به لهستانی:  Gmina Jeżów) یک گمینا در لهستان است که در شهرستان بژژینه واقع شده‌است. گمینا یژوو ۶۳٫۸ کیلومتر مربع مساحت و ۳٬۶۳۳ نفر جمعیت دارد.